# Glamorous Sky
GLAMOROUS SKY es el sencillo n.º 16 de la cantante japonesa Mika Nakashima, y el primero lanzado bajo el nombre NANA starring MIKA NAKASHIMA, lanzado al mercado el día 31 de agosto del año 2005 bajo el sello Sony Music Entertainment Japan.

## Detalles
Este tema estaba pensado especialmente para ser el tema principal de la producción cinematográfica del originalmente manga Nana, obra de la mangaka Ai Yazawa. Yazawa escribió el tema especialmente para esta ocasión, y está inspirado en la protagonista de la ficticia historia, Nana Ōsaki. Al decidirse que Mika Nakashima sería la que interpretaría el papel protagónico de Nana al interior de la película también le fue otorgada la oportunidad de interpretar el tema principal. "GLAMOROUS SKY" marca un cambio radical en la carrera que hasta ese entonces llevaba Nakashima, arrastrándola desde los ritmos del jazz hasta el punk.
El tema fue producido por Hyde, vocalista de la popular banda L'Arc~en~Ciel. Esto causó gran revuelo ya que sería la primera vez que el músico realizaría una composición musical para otro artista fuera de su banda y también dentro de su carrera en solitario, y sin duda hizo que aumentara aún más la curiosidad acerca de la canción, que ya desde tiempo antes de lanzarse al mercado tenía un gran potencial de convertirse en un inmenso éxito. Fueron hechos cuatro temas para estar presentes en el sencillo, y finalmente esos cuatro, incluidos los b-sides, serían incluidos en el primer álbum de Nakashima interpretando a Nana, "THE END". "MY MEDICINE" fue utilizado como tema de ambientación dentro de la película de Nana, y "BLOOD" y "ISOLATION" fueron promocionados para cosméticos de Kanebo, donde Mika Nakashima es el rostro principal y acostumbra promocionar sus temas en los comerciales dentro de los que aparece.
El sencillo como podría predecirse fue un gran éxito. Permaneció por dos semanas consecutivas en el primer lugar de sencillos más vendidos de Japón de Oricon, vendió inicialmente 120 mil copias hasta finalmente llegar a cuadruplicar este monto. Fue el décimo single más vendido del año 2005, y el más vendido de una cantante femenina de ese año.
1. GLAMOROUS SKY
2. MY MEDICINE
3. BLOOD
4. ISOLATION
5. GLAMOROUS SKY (Instrumental)
6. MY MEDICINE (Instrumental)

- Datos: Q2414372